# Ramón Grosso
Pour les articles homonymes, voir Grosso (homonymie).
Ramón Grosso, de son nom complet Ramón Moreno Grosso, est un footballeur espagnol né le 8 décembre 1943 à Madrid et mort le 13 février 2002 dans la même ville. Il évoluait au poste d'attaquant.

## Biographie

### En club
Ramón Grosso est formé au Real Madrid CF. Il est joueur sous la tunique blanche de 1964 à 1976, après un passage au sein de Plus Ultra, club filiale du Real en 1963-1964,.
Avec le Real Madrid, il est sacré Champion d'Espagne à sept reprises et remporte trois Coupe d'Espagne,. 
Grosso dispute de nombreuses campagnes en Coupe des clubs champions,.
Il remporte  notamment la Coupe des clubs champions en 1966,. 
Il est également finaliste de la Coupe des vainqueurs de coupe en 1971 : le Real Madrid perd 2-3 face au Chelsea FC,. 
Après une dernière saison 1975-1976 avec le club madrilène, il raccroche les crampons,.

### En équipe nationale
International espagnol, il reçoit 14 sélections en équipe d'Espagne pour un but marqué entre 1967 et 1970,.
Il joue son premier match en équipe nationale le 1er février 1967 contre la Turquie (match nul 0-0 à Istanbul) dans le cadre des qualifications pour l'Euro 1968.
Il dispute également quatre autres matchs pour ces éliminatoires. Il marque lors d'un autre match contre la Turquie le 31 mai 1967 (victoire 2-0 à Bilbao).
Il joue quatre matchs de qualifications pour la Coupe du monde 1966.
Son dernier match est une rencontre amicale contre le 22 avril 1970 contre la Suisse (victoire 1-0 à Lausanne).

### Entraîneur
Ramón Grosso entraîne la Castilla à deux reprises en 1987 et 1997.

## Palmarès
Real Madrid
| - Coupe des clubs champions (1) : - Vainqueur : 1965-66. - Coupe des vainqueurs de coupe : - Finaliste : 1970-71. |  | - Championnat d'Espagne (7) : - Champion : 1964-65, 1966-67, 1967-68, 1968-69, 1971-72, 1974-75 et 1975-76. - Coupe d'Espagne (3) : - Vainqueur : 1969-70, 1973-74 et 1974-75. |